# Ikkanur, Hiriyur
Ikkanur là một làng thuộc tehsil Hiriyur, huyện Chitradurga, bang Karnataka, Ấn Độ.